# Sonderothamnus
Sonderothamnus är ett släkte av tvåhjärtbladiga växter. Sonderothamnus ingår i familjen Penaeaceae.
Kladogram enligt Catalogue of Life:
| Sonderothamnus | \| \| Sonderothamnus petraeus \| \| \| \| \| \| Sonderothamnus speciosus \| \| \| \| |
|                | \| \| Sonderothamnus petraeus \| \| \| \| \| \| Sonderothamnus speciosus \| \| \| \| |
|                | Brachysiphon                                                                         |
|                |                                                                                      |
|                | Endonema                                                                             |
|                |                                                                                      |
|                | Glischrocolla                                                                        |
|                |                                                                                      |
|                | Olinia                                                                               |
|                |                                                                                      |
|                | Penaea                                                                               |
|                |                                                                                      |
|                | Rhynchocalyx                                                                         |
|                |                                                                                      |
|                | Saltera                                                                              |
|                |                                                                                      |
|                | Stylapterus                                                                          |
|                |                                                                                      |
|                | Sonderothamnus petraeus                                                              |
|                |                                                                                      |
|                | Sonderothamnus speciosus                                                             |
|                |                                                                                      |

|  | Sonderothamnus petraeus  |
|  |                          |
|  | Sonderothamnus speciosus |
|  |                          |